# Kaple svatého Rocha (Kyjov)
Římskokatolická kaple svatého Rocha je barokní stavba z roku 1716 na východním okraji Kyjova u silnice do Vlkoše. Byla postavena na nejvyšším místě katastru s výhledem na celé město. Ke kapli vede 12 schodů. Nad průčelím je v nejvyšším bodě socha archanděla Michaela, po levě straně sv. Rocha a vpravo sv. Floriana. V malé nice je socha sv. Josefa a přímo nad vstupem bývala sv. Anna vyučující Pannu Marii. Tato soška byla asi v 90. letech 20. století odstraněna. Nad vchodem býval chronogram ukrývající datum stavby (1716): TransIens InspICe sVb hoC praesIDIo tVta MansIt a peste (česky Poutníku, popatři, pod touto ochranou uchránilo se moru). Interiér je dnes prázdný, dříve zde býval obraz hořícího Kyjova malovaný na plechu. Dnes je zřejmě umístěn v kyjovském muzeu. Kaple je chráněna jako kulturní památka České republiky.

## Historie
Kaple byla vystavěna po poslední morové epidemii v Evropě. Je zasvěcena sv. Rochu, ochránci křesťanů před morem. Epidemie se objevila v roce 1711 v Istanbulu a přes Balkán a Uhry se dostala do střední Evropy. V českých zemích byla v letech 1713–1716 a zemřelo zde na ni 100 000 až 200 000 lidí (v Olomouci 3 000 lidí, v Uherském Hradišti 190, v Kroměříži 140). Dle pověsti bylo na toto návrší vypravováno procesí a lidé zde prosili za ochranu města před morem. Epidemie se městu skutečně vyhnula a kyjovský magistrát zde z vděčnosti nechal vystavět tuto kapli. Během josefínských reforem byla v roce 1782 odsvěcena a používána jako sklad střelného prachu a později opět obnovena. V roce 1834 byla kolem kaple vystavěna silnice do Vlkoše.
Na potírání moru se v českých zemích podílel lékař Alexandr Antonín Ignác Šamský, původem ze sousedních Milotic. Zemřel při likvidaci epidemie v Lounech.

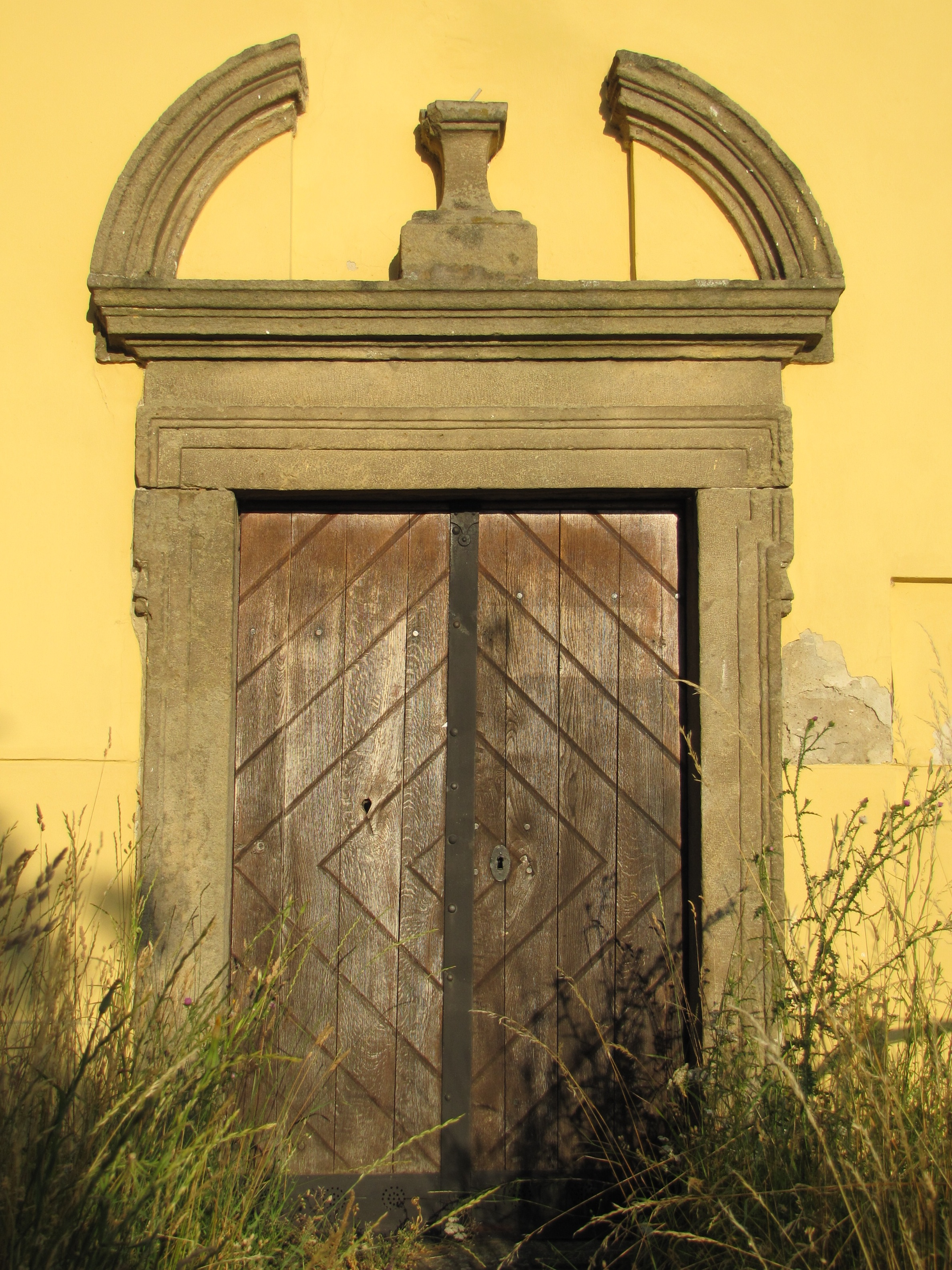
Dveře kaple
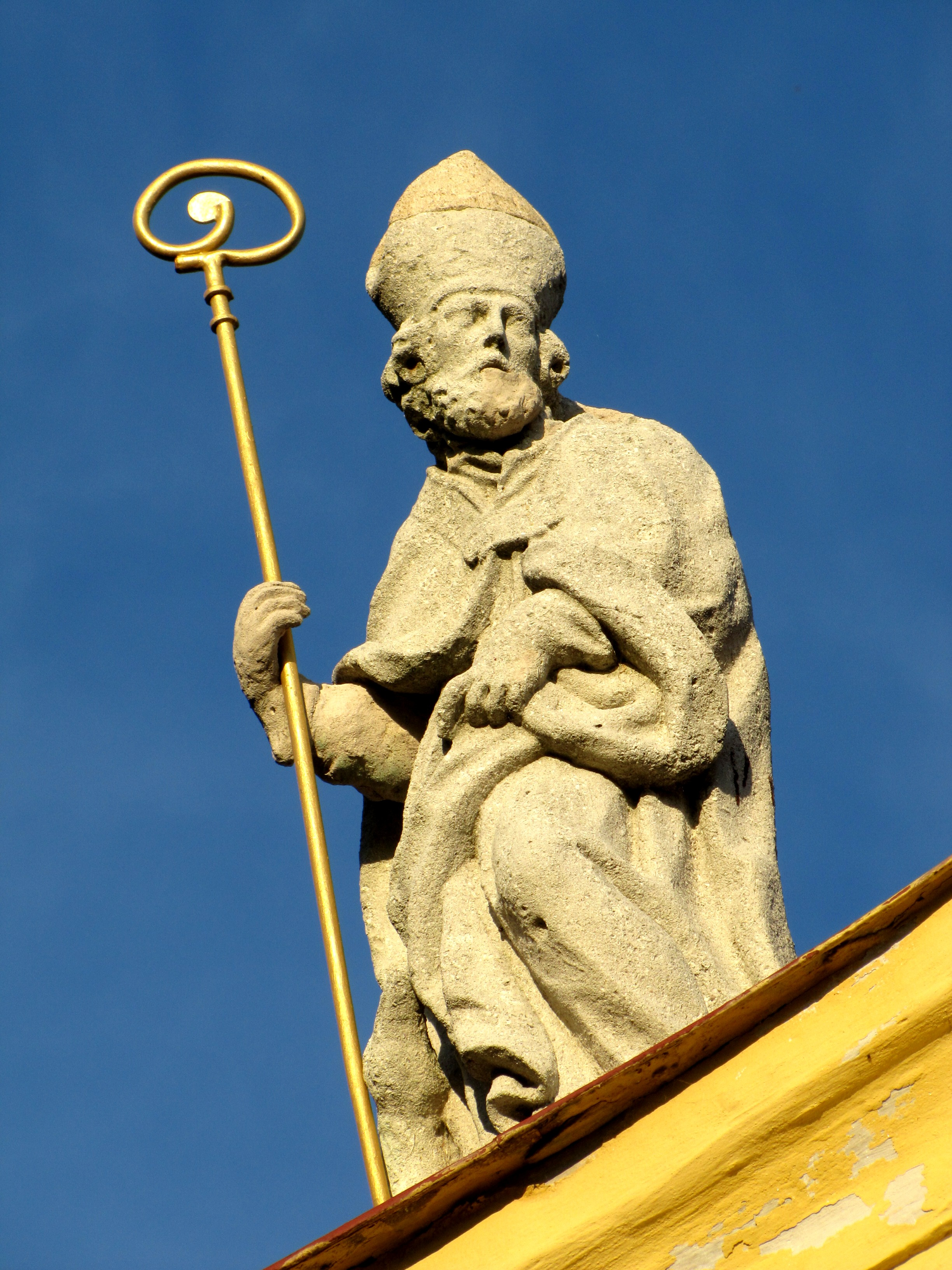
Sv. Roch
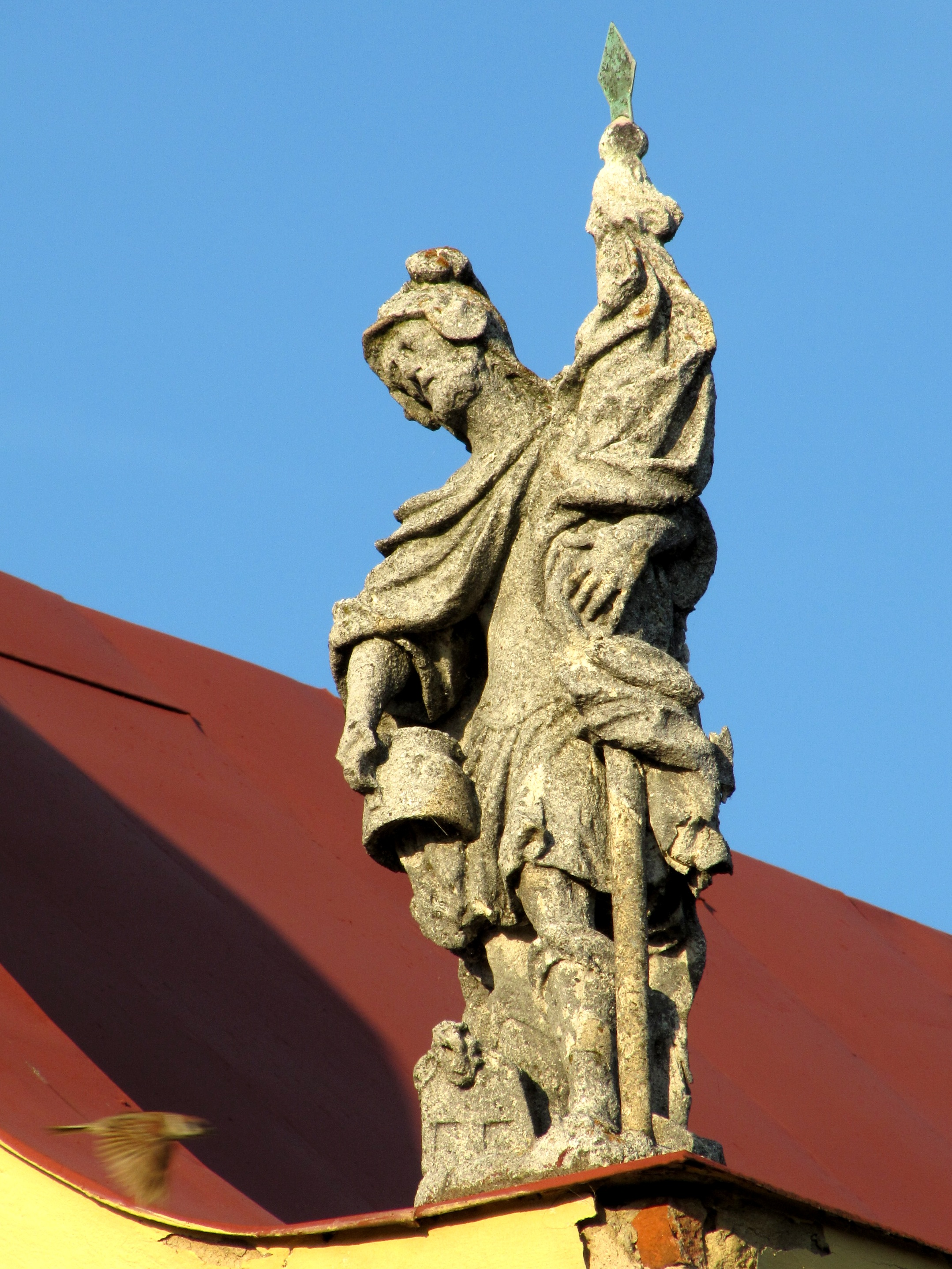
Sv. Florian
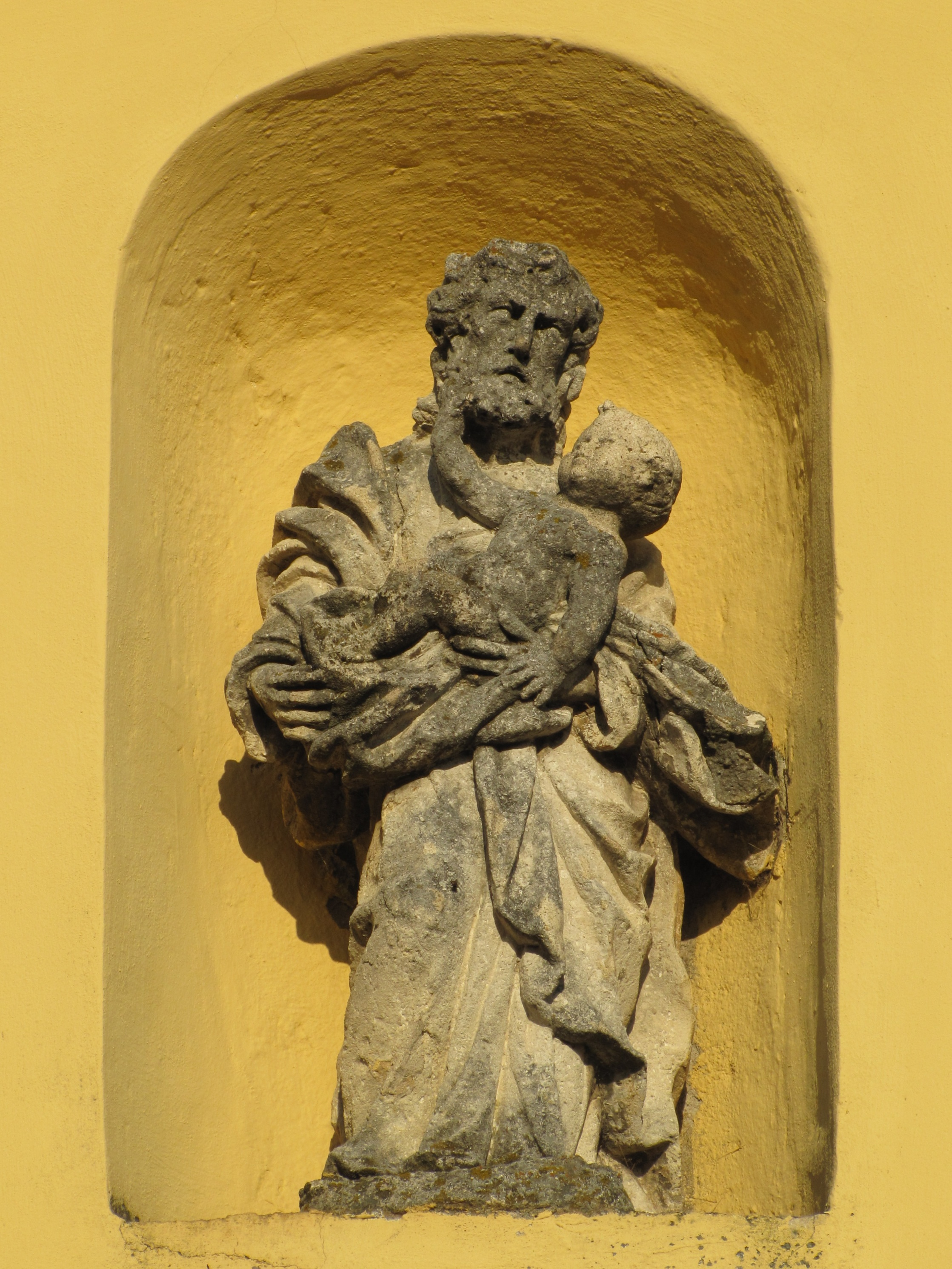
Sv. Josef
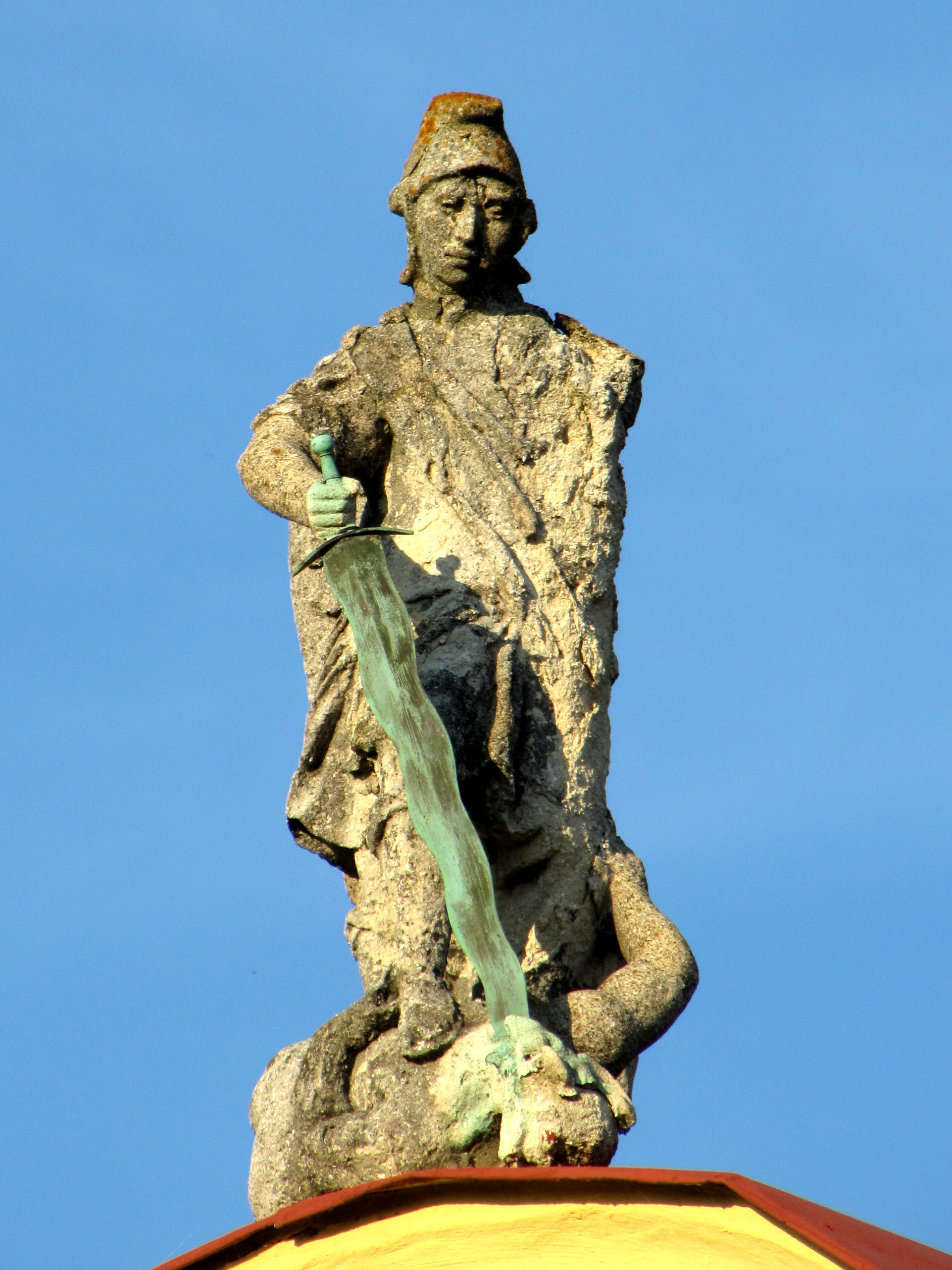
Archanděl Michael